# 小行星22603
小行星22603（22603 Davidoconnor）是一颗绕太阳运转的小行星，为主小行星带小行星。该小行星于1998年4月发现。

## 轨道参数
小行星22603的轨道半长轴为2.6672831 UA，离心率为0.053。